# Георгіос Папаніколау
Георгіос Папаніколау (грец. Γεώργιος Παπανικολάου, 13 травня 1883, Халкіда, Евбея — 19 лютого 1962) — грецький науковець, медик, піонер цитології та ранньої діагностики раку. Тест Папаніколау, що нині роблять по всьому світу, дозволяє на ранніх стадіях виявити рак шийки матки.

## Біографія
1904 року закінчив медичний факультет Афінського національного університету імені Каподистрії. Продовжив навчання в Німеччині, університетах Мюнхена та Фрайбурга. За шість років здобув ступінь доктора біології. працював фізіологом у дослідницьких експедиціях судна Океанографічного товариства Монако.
Наприкінці 1913 року Папаніколау емігрував до США задля роботи у відділенні патології лікарні Нью-Йорка та у Департаменті з анатомії Коледжу Вейл Корнельського університету. Він першим ще 1928 року повідомив про те, що рак шийки матки жінок може бути діагностований за допомогою мазків, однак значимість роботи була поставлена під сумнів і їй було відмовлено у публікації.
Робота Папануколау містила детальний опис та аналіз методики цервікального мазку, цитологічних змін під час менструального циклу, ефект різних патологічних станів, а також зміни, які виникали під час розвитку рака шийки матки. Зрештою Папаніколау став відомим як винахідник тесту, нині відомого також як мазок Папаніколау або ПАП-тест, який використовується в усьому світі для виявлення та профілактики раку шийки матки та інших цитологічних захворювань жіночої репродуктивної системи.
У 1961 році він переїхав у Маямі, щоб розвивати Онкологічний дослідницький інститут (нині імені Папаніколау) при університеті Маямі, але помер у 1962 році до відкриття центру.

## Вшанування
- Георгіос Папаніколау був удостоєний премії Альберта Ласкера за дослідження в області клінічної медицини ще за життя вченого у 1950 році.[1]
- Портрет Папаніколау був зображений на лицьовій стороні банкноти у 10 000 грецької драхми в період 1995-2001,[2] до заміни драхми на євро.
- 2009 року у загальногрецькому опитуванні «Великі греки» Георгіос Папаніколау посів друге місце, поступившись у популярності лише Александру Македонському.[3]